# Pointe Machette
La pointe Machette est un cap de Guadeloupe situé sur la commune de Bouillante.

## Géographie
Le cap forme avec la pointe à Sel, l'anse Machette, ancien lieu de vie des indiens Arawaks.
La ravine Bois l'îlet a son embouchure à l'anse Machette.

## Histoire
Les lieux portent le nom d'Édouard Machet, un anglais qui s'installa en 1654 en Guadeloupe et y fonda une sucrerie. 

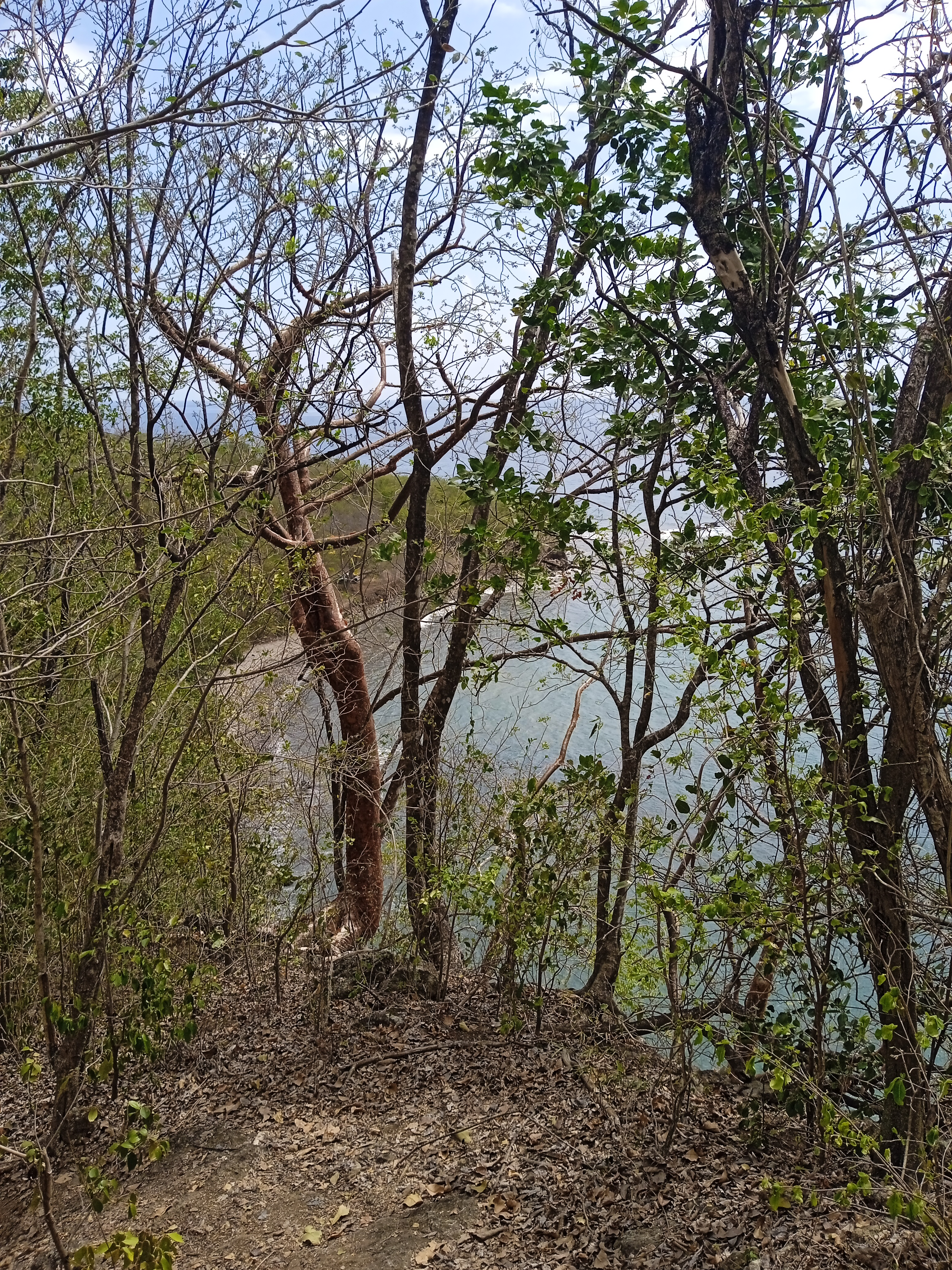
Anse Machette.
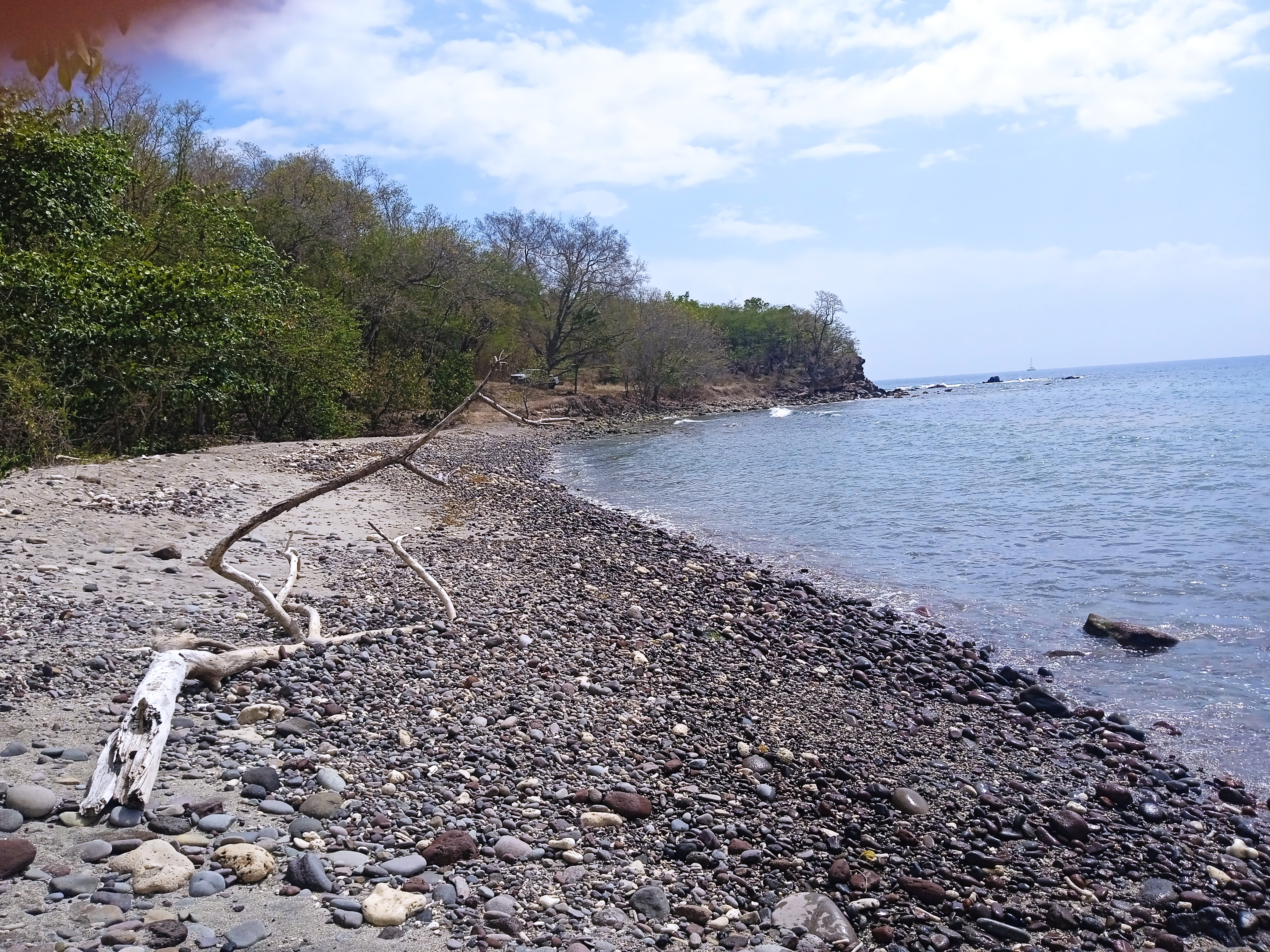
Plage de l'anse Machette.
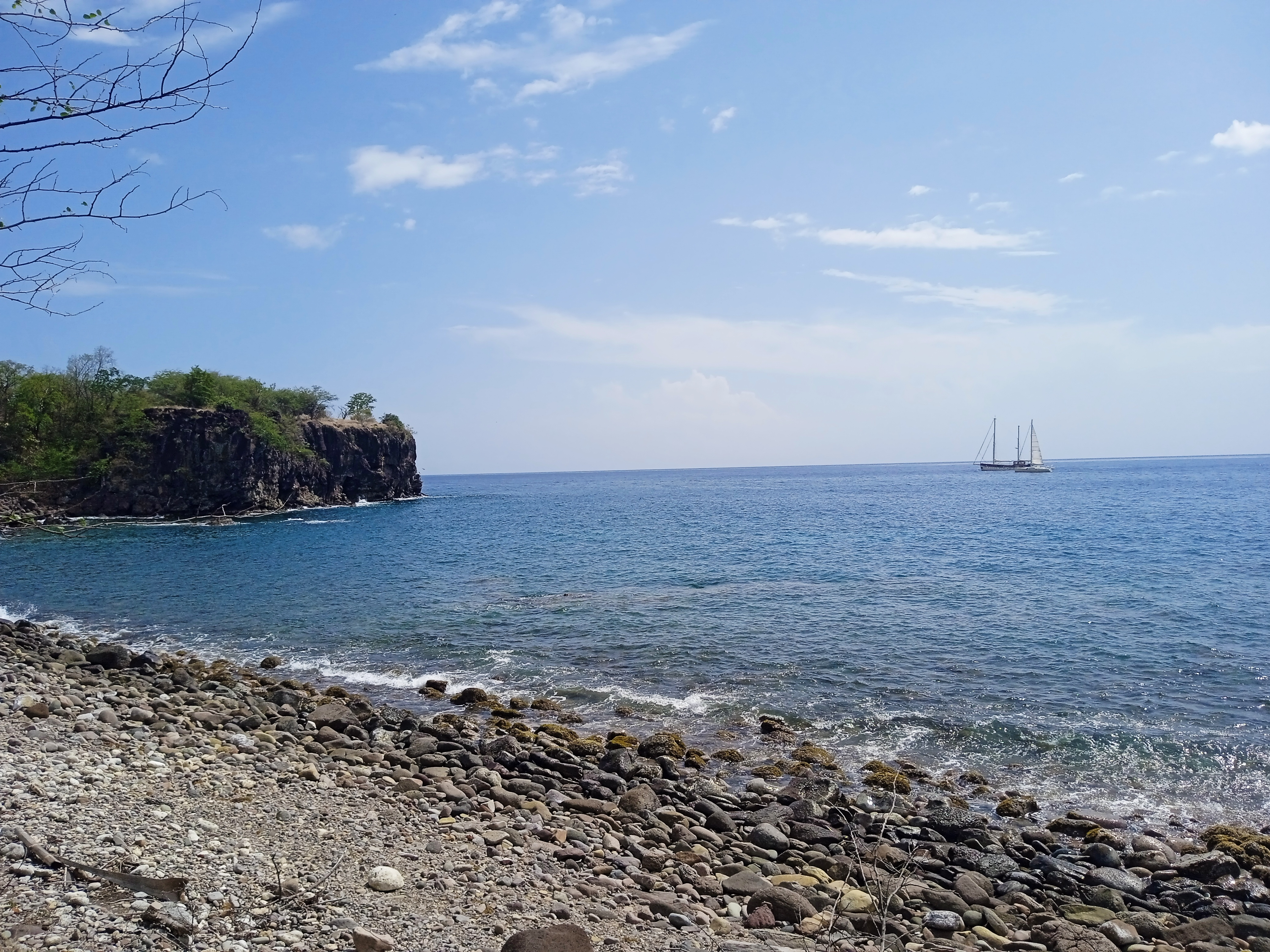
Pointe Machette.
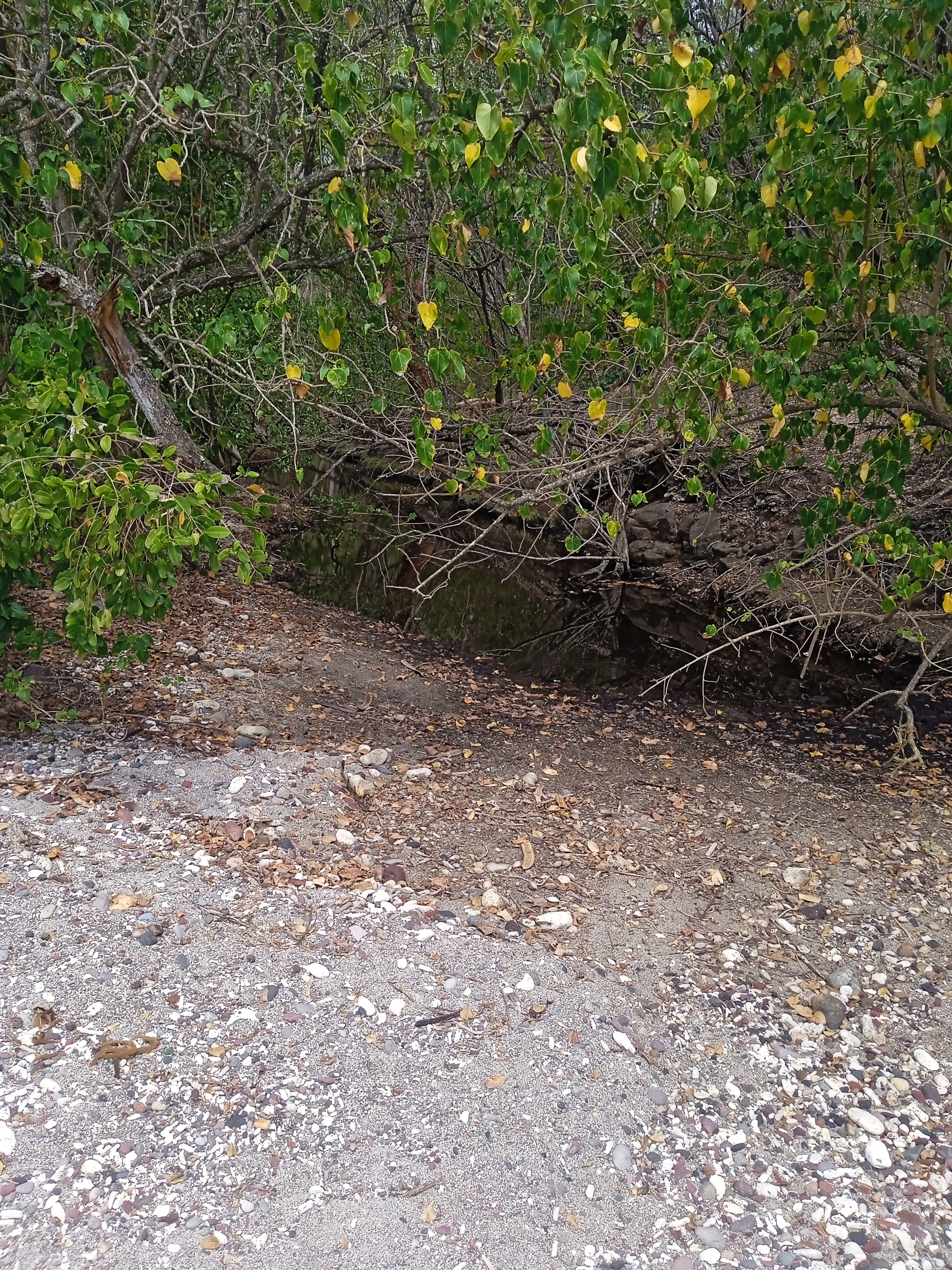
Embouchure de la ravine Bois l'îlet.